# Швидкочитання
Швидкочитання — це набір методик, що допомагають збільшити швидкість читання а також підвищити відсоток інформації, яка залишається у пам'яті людини після прочитання тексту.

### Методи
- Скасування артикуляції (промовляння), тобто читач впізнає слово, але не вимовляє його «про себе». Кожен читач володіє тими чи іншими методами швидкочитання: так, більшість з них не промовляє кожну літеру, але слово цілком, або по складах, деякі літери в словах випадають і т. д.
- Читання ключових слів у тексті (ключові слова — це слова, яких достатньо для розуміння інформації, яку наведено в текстовому вигляді, наприклад у тексті «Колишній Президент України Віктор Федорович Янукович» достатньо прочитати лише слово «Янукович» для повного розуміння цього тексту.
- Читання з допомогою периферійного (бокового) зору — ця методика дозволяє читачеві пришвидшити кількість прочитаного тексту за рахунок руху очей по сторінці.

Проведені в Харківському педінституті дослідження показали, що між швидкістю читання і успішністю учнів існує кореляція. Так, серед учнів, що швидко читають 53 % вчаться добре і відмінно, а серед тих, хто читає повільніше таких учнів буває не більше 4 %.
Швидкість читання середньстатичного читача становить 120—200 слів на хвилину, а відсоток засвоєння інформації коливається в діапазоні 30-40 %. Після опановування методом швидкочитання швидкість читання може зрости в 2-5 разів, при чому кількість засвоєної інформації зростає до 70-80 % ,залежно від природних даних читача. Відомі випадки, коли людина читала і добре засвоювала текст зі швидкістю 500—600 слів на хвилину. Дослідження, проведені в Радянському Союзі показали, що максимальна швидкість, при якій можливо повноцінне засвоєння прочитаного, не може перевищувати 1000 слів (близько 6000 знаків) на хвилину. Приклади більш високих швидкостей, які іноді зустрічаються в зарубіжній пресі, мають рекламний характер, або мають на увазі читання типу ковзання-сканування на підвищених швидкостях.